# Paseh (ort i Indonesien)
Paseh är en ort i Indonesien.   Den ligger i provinsen Jawa Barat, i den västra delen av landet, 140 km sydost om huvudstaden Jakarta. Paseh ligger 918 meter över havet och antalet invånare är 126 181.
Terrängen runt Paseh är huvudsakligen kuperad, men norrut är den platt.Runt Paseh är det tätbefolkat, med 881 invånare per kvadratkilometer. Närmaste större samhälle är Garut, 17,6 km sydost om Paseh. I omgivningarna runt Paseh växer i huvudsak städsegrön lövskog.